# SafeSeaNet

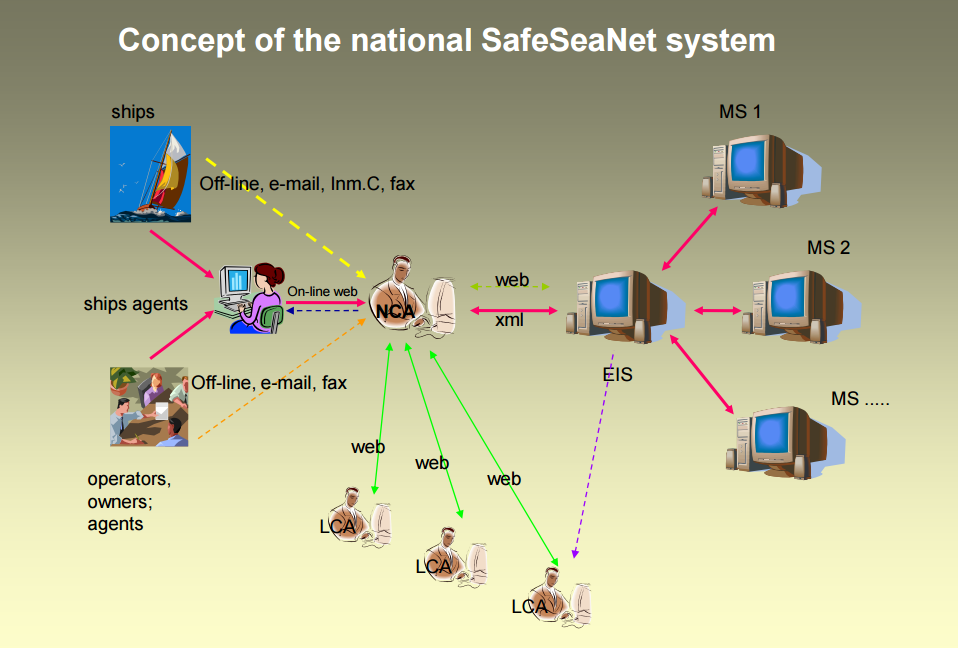

SafeSeaNet (SSN) – wspólnotowy system wymiany informacji morskiej składający się z połączonych sieci krajowych systemów SafeSeaNet, opracowany w celu ułatwienia wymiany danych istotnych dla bezpieczeństwa morskiego, ochrony statków i obiektów portowych, ochrony środowiska morskiego, efektywności ruchu statków i transportu morskiego pomiędzy państwami członkowskimi Unii Europejskiej.